# Auguste Delaherche
Félix-Auguste Delaherche (Beauvais, 27 de diciembre de 1857-París, 27 de junio de 1940) fue un ceramista francés, uno de los mejores del estilo Art Nouveau.

## Biografía

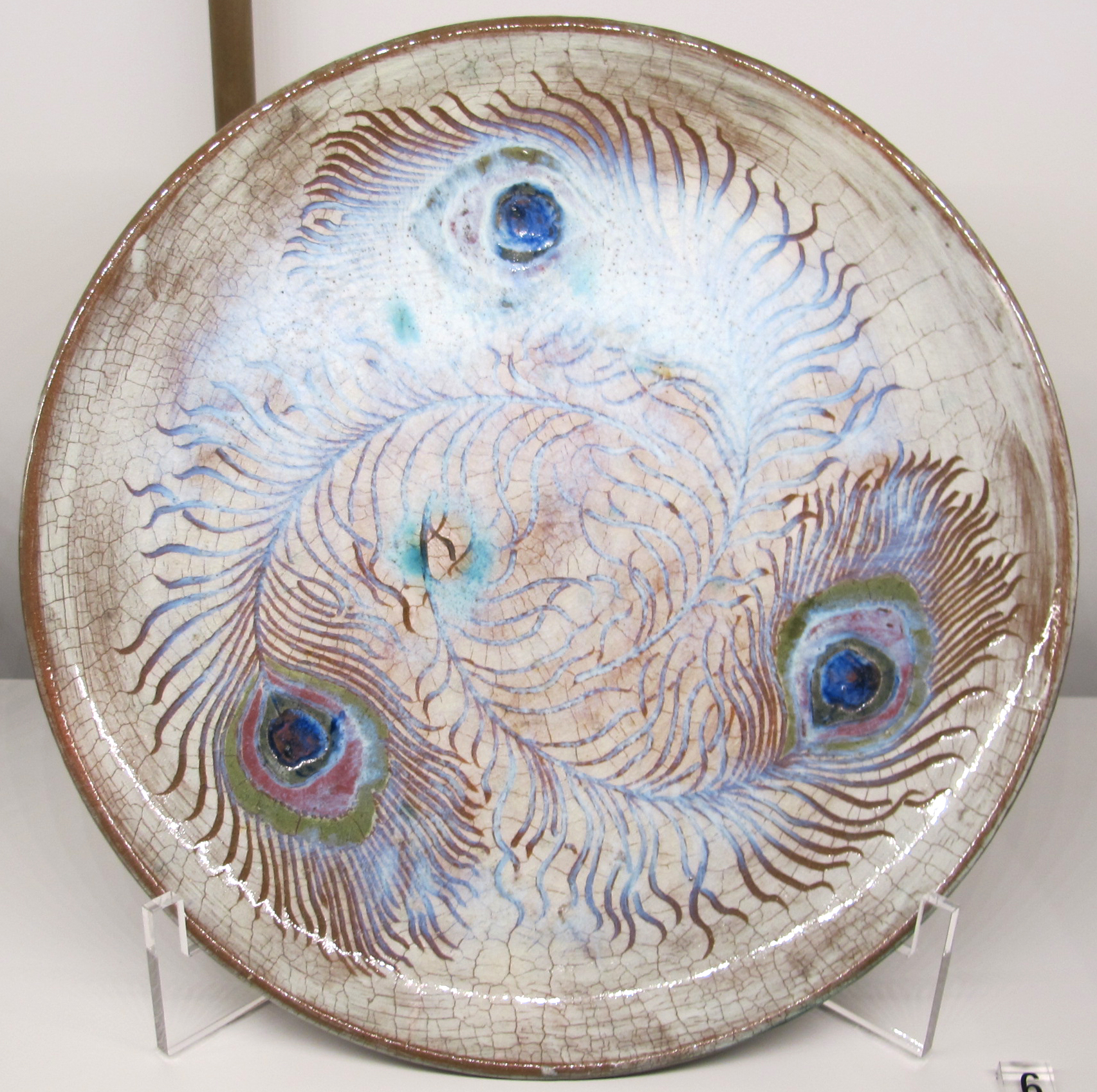
Plato de plumas de pavo real (1887), Musée d'Orsay, París

Hijo de Eugène-Félix Delaherche, manufacturero de Beauvais, estudió en la École Nationale des Arts Décoratifs de París (1877-1883). Entró a trabajar en la locería de Ludovic Pilleux cerca de Beauvais, donde realizó azulejos y adornos arquitectónicos. En 1886 fue nombrado director de galvanoplastia de la fábrica Christofle. En 1887 adquirió el taller de cerámica Haviland en París, donde inició una línea de jarrones de gres decorados con barnices, con adornos de flores y hojas de aspecto estilizado. En 1890 se trasladó a Héricourt, cerca de Beauvais, y en 1894 se instaló definitivamente en Armentières, donde elaboraba gres y porcelana. Desde entonces abandonó la decoración figurativa y pasó a elaborar piezas de gran sencillez basadas en los efectos de color y textura, así como unos dibujos resultantes de efectos fortuitos producidos por vidriados cristalinos. Desde 1904 realizó tan solo obras únicas.
Ganó una medalla en la Exposición Universal de París de 1889 y un Grand Prix en la de 1900. En 1907 el Musée des Arts Décoratifs de París realizó una exposición retrospectiva de su obra. En 1920 fue nombrado Oficial de la Legión de Honor. La obra de Delaherche ejerció una gran influencia en la cerámica del siglo XX.